# Balčiūnaitė
Balčiūnaitė ist ein litauischer weiblicher Familienname, abgeleitet von Balčiūnas.

## Namensträger
- Eglė Balčiūnaitė (* 1988),  Mittelstreckenläuferin
- Živilė Balčiūnaitė (* 1979),  Langstrecken- und Marathonläuferin